# Spaghetti alla Nerano
Gli spaghetti alla Nerano sono un primo piatto tipico campano. Si preparano condendo degli spaghetti con zucchine, provolone del Monaco, olio di oliva, pepe nero, aglio e basilico. In una delle sue varianti, l'alimento è insaporito con il Parmigiano; a volte viene mantecato con il burro.

## Storia
Gli spaghetti alla Nerano vennero inventati nel 1952 dal principe Pupetto Sirignano e la sua amica Maria Grazia, proprietaria di una trattoria di Nerano. Il provolone del Monaco verrà aggiunto solo più tardi. Originariamente non particolarmente apprezzati, forse per la presenza delle zucchine, considerate un piatto da poveri (Rosa, la figlia di Maria Grazia, dichiarò che «allora la prendevano in giro: dicevano 'Vuole fare la pasta con i cucuzzielli'»), gli spaghetti alla Nerano iniziarono a godere di grande popolarità durante gli anni di Tangentopoli. Oggi il piatto è tipico in tutta la regione ed è conosciuto in tutto il mondo.